# Serere
Serere (també serere-sine o "Serere propi", seereer-siin, serer, etc.) és una llengua del grup atlàntic ide la branca senegalesa de les llengües nigero–congoleses. El serere és parlat per 1,2 milions al Senegal i més de trenta mil a Gàmbia i el parlen els sereres però uns dos-cents mil d'ells parlen les llengües Cangin que no estan tant emparentades a la llengua fulbe com ho està el serere.
Segons Wm. E. Welmers, el serer no és una llengua tonal, igual que el ful i el wòlof, que pertanyen al mateix grup genètic.